# Список территорий Священной Римской империи
Этот список территорий Священной Римской империи содержит территории, когда-либо в неё входившие.
Представленные в алфавитном списке ссылки рекомендуют либо непосредственно одноименную статью, в случае городов в основном на общую городскую статью, либо вышестоящие территории, регионы или дворянские фамилии. Проблема состоит в том, что в небольших областях отделение от территориальной истории и семейной хроники в большинстве случаев не возможно. В случаях с территориями с теократичным управлением бывает крайне сложно отличить духовную власть от светской.
| Территории Священной Римской империи | Территории Священной Римской империи | Территории Священной Римской империи | Территории Священной Римской империи | Территории Священной Римской империи | Территории Священной Римской империи | Территории Священной Римской империи | Территории Священной Римской империи | Территории Священной Римской империи | Территории Священной Римской империи | Территории Священной Римской империи | Территории Священной Римской империи | Территории Священной Римской империи | Территории Священной Римской империи | Территории Священной Римской империи | Территории Священной Римской империи | Территории Священной Римской империи | Территории Священной Римской империи | Территории Священной Римской империи | Территории Священной Римской империи | Территории Священной Римской империи | Территории Священной Римской империи | Территории Священной Римской империи | Территории Священной Римской империи | Территории Священной Римской империи | Территории Священной Римской империи | Территории Священной Римской империи | Территории Священной Римской империи | Территории Священной Римской империи |
| ------------------------------------ | ------------------------------------ | ------------------------------------ | ------------------------------------ | ------------------------------------ | ------------------------------------ | ------------------------------------ | ------------------------------------ | ------------------------------------ | ------------------------------------ | ------------------------------------ | ------------------------------------ | ------------------------------------ | ------------------------------------ | ------------------------------------ | ------------------------------------ | ------------------------------------ | ------------------------------------ | ------------------------------------ | ------------------------------------ | ------------------------------------ | ------------------------------------ | ------------------------------------ | ------------------------------------ | ------------------------------------ | ------------------------------------ | ------------------------------------ | ------------------------------------ | ------------------------------------ |
| А                                    | Б                                    | В                                    | Г                                    | Д                                    | Е                                    | Ж                                    | З                                    | И                                    | Й                                    | К                                    | Л                                    | М                                    | Н                                    | О                                    | П                                    | Р                                    | С                                    | Т                                    | У                                    | Ф                                    | Х                                    | Ц                                    | Ч                                    | Ш                                    | Щ                                    | Э                                    | Ю                                    | Я                                    |

## А
| Номер | Название           | Тип управления                  | Расположение                        | Комментарии |
| ----- | ------------------ | ------------------------------- | ----------------------------------- | --- |
| 1     | Аах                | Сеньория                        | Германия, Баден-Вюртемберг          | Впервые документально упоминается в 1100 году. Статус города был предоставлен Рудольфом I в 1283 году. Город принадлежал Габсбургам и входил в состав Передней Австрии. В 1525 году, во время Крестьянской войны, город был занят восставшими. |
| 2     | Ахен               | Имперский город                 | Германия, Северный Рейн — Вестфалия | В Средние века город насчитывал более 100 тысяч жителей; с 1306 он имел статус «вольного города святого римского престола». Здесь короновались императоры, происходили императорские сеймы (17). В 1531 в Ахене был последний раз коронован император Священной Римской империи. |
| 3     | Ален               | Имперский город                 | Германия, Баден-Вюртемберг          | Город был основан в XIII веке, в письменных источниках упоминается с XIV века. С 1360 до 1802 года был Имперским свободным городом, затем был захвачен Вюртембергом. В 1634 году город пережил сильный пожар. |
| 4     | Алст               | Графство                        | Бельгия, Фландрия                   | В Средние века он имел большое стратегическое значение, находясь на переправе через Дандр и на дороге Брюгге — Кёльн. В XI веке город перешёл от Брабанта к Фландрскому графству. В середине XII века началось строительство ратуши, самой старой в Бельгии. |
| 5     | Аарберг            | Графство                        | Швейцария, Берн                     | Город основан в 1220 году. В 1351 году приобретен Берном у графа Петера за 16700 гульденов. |
| 6     | Аргау              | Графство                        | Швейцария, Аргау                    | По Верденскому договору 843 года часть Аргау на запад от Аре перешла к Лотарю I, а другая досталась Людовику Немецкому. Территория кантона в Средние века была пограничным районом между Бургундией и Германией и предметом их территориальных споров. До 1415 года она управлялась ленцбургскими и кибургскими графами, а затем Габсбургами. |
| 7     | Абенберг           | Графство                        | Германия, Бавария                   | Впервые упоминается в 1171 году. |
| 8     | Абенсберг          | Графство                        | Германия, Бавария                   | Самое раннее письменное упоминание о поселении относится к 1138 году. Получил городские права около 1400 года. Замок был разрушен во время Тридцатилетней войны. |
| 9     | Альтена            | Графство                        | Германия, Северный Рейн — Вестфалия | Графство Альтена было образовано в 1161 году. |
| 10    | Андекс             | Графство                        | Германия, Бавария                   | Представители Андексской династии владели обширными землями в Верхней Баварии, Франконии, Тироле, занимали престолы маркграфства Истрия (1171—1230), патриархата Аквилеи (1218—1251), герцогства Меранского (1180—1248) и пфальцграфства Бургундского (1208—1248). |
| 11    | Ангальт            | Графство, Княжество             | Германия, Саксония-Анхальт          | В XII веке графство отделилось от Саксонии и стало самостоятельным княжеством. |
| 12    | Ангальт-Ашерслебен | Графство, Княжество             | Германия, Саксония-Анхальт          | Княжество просуществовало с 1252 до 1315. Столицей был город Ашерслебен |
| 13    | Ангальт-Бернбург   | Графство, Княжество, Герцогство | Германия, Саксония-Анхальт          | Княжество возникло в 1252 в результате раздела княжества Ангальт на Ангальт-Бернбург, Ангальт-Ашерслебен и Ангальт-Цербст и с перерывами просуществовало до 1863 года. |
| 14    | Ангальт-Дессау     | Графство, Княжество, Герцогство | Германия, Саксония-Анхальт          | Княжество просуществовало с 1382 до 1863. Столицей был город Дессау |
| 15    | Ангальт-Кётен      | Княжество, Герцогство           | Германия, Саксония-Анхальт          | Княжество просуществовало с 1396 до 1863. Столицей был город Кётен |
| 16    | Ангальт-Цербст     | Княжество                       | Германия, Саксония-Анхальт          | Княжество просуществовало с 1252 до 1396 и с 1544 до 1796. Столицей был город Цербст |
| 17    | Анхольт            | Сеньория                        | Германия, Северный Рейн — Вестфалия | Княжество просуществовало с 1402 до 1641. |
| 18    | Ансбах             | Маркграфство, Княжество         | Германия, Бавария                   | Княжество было основано после смерти бургграфа Нюрнберга Фридриха V 21 января 1398, когда его земли были разделены между двумя его сыновьями. Младший сын, Фридрих, получил Ансбах, а старший, Иоанн, получил Байройт. 2 декабря 1791, принц и маркграф Ансбаха, Кристиан Фридрих Карл Александр, который также унаследовал Байройт, продал владетельные права на своё княжество прусскому королю Фридриху Вильгельму II. Формально Ансбах был аннексирован 28 января 1792 года.                                                                              |
| 19    | Аппенцелль         |                                 | Швейцария, кантон Санкт-Галлен      | |
| 20    | Аренберг           | Сеньория, Графство, Герцогство  | Германия, Рейнланд-Пфальц           | В 1549 стало частью Священной Римской империи, в 1576 стало княжеством и, наконец, в 1645 — герцогством |
| 21    | Арнсберг           | Графство                        |                                     | Графство просуществовало с 1080 до 1368. |
| 22    | Артуа              | Графство                        | Франция, Па-де-Кале                 | В 1237 году Людовик IX сделал Артуа графством и отдал в ленное владение своему брату Роберту I Храброму. Когда Роберт пал в Египте в битве при Мансуре (8 февраля 1250), ему наследовал сын его Роберт II, отправившийся с Людовиком IX в Тунис и бывший во время плена Карла II регентом в Сицилии. Он был убит 11 июля 1302 года во время битвы при Куртре. Впоследствии Артуа достался Фландрии и Бургундии, но в силу Пиренейского и Нимвегенского мира (1659 и 1678) опять отошёл к Франции. Король Карл X, будучи ещё принцем, носил титул графа Артуа. |
| 23    | Аугсбург           | Имперский город                 | Германия, Бавария                   | В Средние века Аугсбург был одним из крупнейших торгово-финансовых центров Европы, к тому же, со статусом вольного имперского города Священной Римской империи германской нации. В 1806 году, в ходе наполеоновского переустройства Европы, Аугсбург лишился статуса вольного города и был включён в состав Баварского королевства. |